# Kasaan
Kasaan (Haida: Gasa'áan; Tlingit: Kasa'aan) ist ein Ort mit dem Status einer City in der Prince of Wales-Hyder Census Area in Alaska. Das U.S. Census Bureau hatte bei der Volkszählung 2020 eine Einwohnerzahl von 30 ermittelt. Ein Zensus im Jahr 2022 lieferte offenbar eine Einwohnerzahl von 72.

## Geographie
Kasaan befindet sich im Alaska Panhandle im Südosten Alaskas. Der Ort befindet sich an der Ostküste von Prince of Wales Island. Kasaan liegt an der Kasaan Bay an der Südwestküste der Kasaan-Halbinsel. Kasaan befindet sich 50 km nordwestlich von Ketchikan. Nächstgelegene Orte sind Thorne Bay, 18 km nordnordwestlich, und Hollis, 15 km westsüdwestlich. Kasaan ist an das Straßennetz der Insel angebunden und verfügt über einen Landeplatz für Wasserflugzeuge.

## Geschichte
Im 19. Jahrhundert existierte am Skowl Arm ein Haida-Dorf. Als am heutigen Standort von Kasaan in den 1890er Jahren eine Lachs-Konservenfabrik in Betrieb ging und Arbeitskräfte benötigte, wurde das Dorf dorthin verlegt. Im Jahr 1900 wurde ein Postamt unter dem Namen „Kasaan“ eröffnet. Der Standort des früheren Dorfes ist heute als „Old Kasaan“ (⊙) bekannt. Die Einwohnerzahl lag 1910 bei 129 und fiel bis 1950 auf 47. 1976 wurde Kasaan eine „City“. Heute ist Kasaan ein Haida-Dorf und Sitz des Stammesrats des „Organized Village of Kasaan“.

## Demografie
Zum Zeitpunkt der Volkszählung im Jahre 2020 (U.S. Census 2020) hatte Kasaan 30 Einwohner auf einer Landfläche von 51,43 km². Von den Einwohnern waren 19 Weiße sowie 8 amerikanisch-indianischer Abstammung. Beim Zensus im Jahr 2000 wurden 39 Einwohner gezählt, 2010 waren es 49. 